# Jean D’Espagnet
Jean D’Espagnet (* 1564; † 1637) war ein französischer Richter, Politiker, Alchemist und Freund des Mathematikers François Viètes.

## Leben und Wirken
Über sein Leben ist wenig bekannt. Er wurde 1564 geboren und erwarb sich im Laufe seines Lebens einen Ruf als hermetischer Philosoph und Alchemist. 1590 wurde er Anwalt in Bordeaux und 1592 Hofrat des Grand Conseil in Paris. 1601 wurde er zum Président à mortier (Präsident mit der Mütze) der chambre criminelle am parlement de Bordeaux ernannt und war in dieser Funktion unter anderem, zusammen mit Pierre de Lancre, für Hexenverfolgungen in Labourd zuständig. Ungefähr ab 1609 und bis 1615 war er der (katholische) président der von Heinrich IV. eingerichteten Chambre de l'Edit de Guyenne in Nérac, nachdem sein Vorgänger in diesem Posten auf mysteriöse Weise zu Tode gekommen war. (Er teilte sich den Vorsitz mit dem reformierten Präsidenten der Kammer.) Danach kehrte er zum parlement de Bordeaux zurück. Er wurde zum président d’honneur (Ehrenpräsidenten) des parlement ernannt. Pierre de Fermat besuchte ihn Ende 1626 zu Beginn seines Aufenthalts in Bordeaux. D’Espagnet starb 1637 oder später. Von seinen alchemistischen Werken sind nur zwei überliefert, das Arcanum Hermeticae Philosophiae  und das Enchiridion Physicae Restitutae, beide in Paris 1623 veröffentlicht. Das Enchiridion ist eine Einleitung in das Arcanum.
Manchmal wird er auch Jean Despagnet geschrieben.
Sein Sohn Étienne d’Espagnet wurde 1617 Rat am Parlament von Bordeaux und hatte ähnliche Interessen wie sein Vater und korrespondierte mit Fermat, unter anderem über Manuskripte von Francois Viète im Besitz von Étienne.

## Schriften (Auswahl)
- Arcanum Hermeticae Philosophiae. 1623.
- Enchiridion Physicae Restitutae. 1623.

Englische Übersetzung beider Werke in: Thomas Willard (Hrsg.): Jean D'Espagnet's the Summary of Physics Restored (Enchyridion Physicae Restitutae). The 1651 Translation with  d’Espagnet's Arcanum (1650), Garland Publ., 1999